# Findel (band)
Findel is een Nederlandse electroartiest.

## Biografie
Findel is het electropop-soloproject van de 24-jarige Bart van Dalen, ex-gitarist en zanger van de Amersfoortse punkrockbands DNA en NIRC en de Hilversumse band Only Seven Left. Van Dalen schrijft en produceert alle liedjes zelf en krijgt op het podium hulp van een volwaardige band. Deze band kwam tot stand met de hulp van onder meer Relax-zanger Llewy Is Sel. In deze bezetting heeft de band een stevigere rocksound, beïnvloed door punk en emocore, maar de invloed van electro blijft van belang voor de band.
Findel ondernam in 2005 een tournee met onder meer Relax en in 2006 met The Sheer. Eind 2006 won Findel de Utracks-prijs voor meest veelbelovende artiest van Utrecht. Findel trad op op grote festivals en deed twee buitenlandse tournees. Het debuutalbum Findel Enters The Shadowlands was verkrijgbaar vanaf 9 november 2007. 
In november 2008 sloot Van Dalen zich ook aan bij de Hilversumse rockband Only Seven Left als zanger-gitarist, maar in augustus 2011 besloot hij de band weer te verlaten om verder te gaan met zijn solocarrière.
Naast Findel heeft Van Dalen een tweede project, genaamd Postcards from Mars, waarin hij een heel andere kant van zichzelf laat horen.

## Discografie

### Albums
| Titel                              | Verschijningsdatum |
| ---------------------------------- | ------------------ |
| Findel Enters The Shadowlands (cd) | 07-11-2007         |

### Singles
| Titel             | Verschijningsdatum |
| ----------------- | ------------------ |
| Burnin' On Sunday | 07-11-2007         |

## Nummers
1. Findel Enters The Shadowlands
2. Burnin' On Sunday
3. German Movie
4. 2 Cute 4 U
5. Finish This Sentence (Oh Contestant...)
6. Expedition (Then, I, Elle)
7. JK Rowling
8. It's A Point 'n Click-Adventure Game With Outstanding Graphics
9. Sunrise
10. Prozac Song
11. Saved By Private Ryan
12. Paper Pins And Peppermints
13. Present For Alice